# Monte Alegre dos Campos
Monte Alegre dos Campos é um município brasileiro do estado do Rio Grande do Sul.